# Mistrovství světa v rychlobruslení juniorů 2003
Mistrovství světa v rychlobruslení juniorů 2003 se konalo od 21. do 23. února 2003 v rychlobruslařské hale Yanagimachi Speed Skating Rink v japonském Kuširu. Celkově se jednalo o 32. světový šampionát pro chlapce a 31. pro dívky. Českou výpravu tvořili Adam Ptáčník, Tomáš Ptáčník, Miroslav Vtípil a Martina Sáblíková.
| Program                                   | Program                                     | Program                                                         |
| ----------------------------------------- | ------------------------------------------- | --------------------------------------------------------------- |
| 21. února                                 | 22. února                                   | 23. února                                                       |
| 500 m dívky 500 m chlapci 3 000 m chlapci | 1 000 m dívky 1 500 m chlapci 1 500 m dívky | 3 000 m dívky 5 000 m chlapci družstva dívky1 družstva chlapci1 |

1 závody, které se nezapočítávaly do víceboje

## Chlapci
| Pořadí | Jméno             | Země        | Celkový čas |
| ------ | ----------------- | ----------- | ----------- |
| 1.     | Tucker Fredricks  | USA         | 37,93       |
| 2.     | Šingo Doi         | Japonsko    | 38,06       |
| 3.     | Remco olde Heuvel | Nizozemsko  | 38,39       |
| 4.     | Jo Sang-jop       | Jižní Korea | 38,43       |
| 5.     | Lars Elgersma     | Nizozemsko  | 38,48       |
| 6.     | Jay Morrison      | Kanada      | 38,64       |
| 7.     | Nan Ming-chao     | Čína        | 38,69       |
| 8.     | Valerij Tarasov   | Rusko       | 38,74       |
| 9.     | I Sung-hwan       | Jižní Korea | 38,87       |
| 10.    | Denny Morrison    | Kanada      | 39,05       |
|        |                   |             |             |
| 30.    | Miroslav Vtípil   | Česko       | 40,54       |
| 43.    | Adam Ptáčník      | Česko       | 43,57       |
| 44.    | Tomáš Ptáčník     | Česko       | 43,96       |

| Pořadí | Jméno             | Země        | Celkový čas |
| ------ | ----------------- | ----------- | ----------- |
| 1.     | Remco olde Heuvel | Nizozemsko  | 4:07,59     |
| 2.     | Robert Lehmann    | Německo     | 4:07,95     |
| 3.     | I Sung-hwan       | Jižní Korea | 4:08,84     |
| 4.     | Rhian Ket         | Nizozemsko  | 4:10,30     |
| 5.     | Jo Sang-jop       | Jižní Korea | 4:11,43     |
| 6.     | Mičihiro Ara      | Japonsko    | 4:13,81     |
| 7.     | Šingo Doi         | Japonsko    | 4:14,44     |
| 8.     | I Čong-wu         | Jižní Korea | 4:15,47     |
| 9.     | Alexej Žigin      | Kazachstán  | 4:16,04     |
| 10.    | Jay Morrison      | Kanada      | 4:16,13     |
|        |                   |             |             |
| 15.    | Miroslav Vtípil   | Česko       | 4:18,35     |
| 39.    | Adam Ptáčník      | Česko       | 4:36,49     |
| 40.    | Tomáš Ptáčník     | Česko       | 4:42,15     |

| Pořadí | Jméno             | Země        | Celkový čas |
| ------ | ----------------- | ----------- | ----------- |
| 1.     | Remco olde Heuvel | Nizozemsko  | 1:54,81     |
| 2.     | Jo Sang-jop       | Jižní Korea | 1:57,13     |
| 3.     | Rhian Ket         | Nizozemsko  | 1:57,23     |
| 4.     | Šingo Doi         | Japonsko    | 1:57,63     |
| 5.     | Lars Elgersma     | Nizozemsko  | 1:57,91     |
| 6.     | I Sung-hwan       | Jižní Korea | 1:57,94     |
| 7.     | Jay Morrison      | Kanada      | 1:58,54     |
| 8.     | Robert Lehmann    | Německo     | 1:58,58     |
| 9.     | Denny Morrison    | Kanada      | 1:58,80     |
| 10.    | Mičihiro Ara      | Japonsko    | 1:58,92     |
|        |                   |             |             |
| 24.    | Miroslav Vtípil   | Česko       | 2:02,66     |
| 41.    | Adam Ptáčník      | Česko       | 2:13,26     |
| 42.    | Tomáš Ptáčník     | Česko       | 2:14,35     |

| Pořadí | Jméno             | Země        | Celkový čas |
| ------ | ----------------- | ----------- | ----------- |
| 1.     | Robert Lehmann    | Německo     | 7:17,71     |
| 2.     | Remco olde Heuvel | Nizozemsko  | 7:18,41     |
| 3.     | Matteo Anesi      | Itálie      | 7:20,99     |
| 4.     | I Sung-hwan       | Jižní Korea | 7:21,99     |
| 5.     | Mičihiro Ara      | Japonsko    | 7:25,33     |
| 6.     | Lars Elgersma     | Nizozemsko  | 7:26,17     |
| 7.     | Šingo Doi         | Japonsko    | 7:26,98     |
| 8.     | Dustin Johnston   | Kanada      | 7:28,18     |
| 9.     | Rhian Ket         | Nizozemsko  | 7:29,04     |
| 10.    | Robert Kustra     | Polsko      | 7:29,13     |
|        |                   |             |             |
| 17.    | Miroslav Vtípil   | Česko       | 7:33,93     |

### Celkové výsledky víceboje
- Závodu se zúčastnilo 44 závodníků.

| Pořadí           | Jméno             | Země        | 500 m       | 3 000 m       | 1 500 m       | 5 000 m       | Počet bodů |
| Zlatá medaile    | Remco olde Heuvel | Nizozemsko  | 38,39 (3.)  | 4:07,59 (1.)  | 1:54,81 (1.)  | 7:18,41 (2.)  | 161,766    |
| Stříbrná medaile | Robert Lehmann    | Německo     | 39,06 (11.) | 4:07,95 (2.)  | 1:58,58 (8.)  | 7:17,71 (1.)  | 163,682    |
| Bronzová medaile | I Sung-hwan       | Jižní Korea | 38,87 (9.)  | 4:08,84 (3.)  | 1:57,94 (6.)  | 7:21,99 (4.)  | 163,855    |
| 4.               | Šingo Doi         | Japonsko    | 38,06 (2.)  | 4:14,44 (7.)  | 1:57,63 (4.)  | 7:26,98 (7.)  | 164,374    |
| 5.               | Rhian Ket         | Nizozemsko  | 39,53 (20.) | 4:10,30 (4.)  | 1:57,23 (3.)  | 7:29,04 (9.)  | 165,226    |
| 6.               | Lars Elgersma     | Nizozemsko  | 38,48 (5.)  | 4:17,96 (14.) | 1:57,91 (5.)  | 7:26,17 (6.)  | 165,393    |
| 7.               | Mičihiro Ara      | Japonsko    | 39,16 (15.) | 4:13,81 (6.)  | 1:58,92 (10.) | 7:25,33 (5.)  | 165,634    |
| 8.               | Jay Morrison      | Kanada      | 38,64 (6.)  | 4:16,13 (10.) | 1:58,54 (7.)  | 7:30,91 (13.) | 165,932    |
| 9.               | Matteo Anesi      | Itálie      | 39,50 (19.) | 4:16,79 (13.) | 1:59,60 (12.) | 7:20,99 (3.)  | 166,263    |
| 10.              | Denny Morrison    | Kanada      | 39,05 (10.) | 4:16,63 (11.) | 1:58,80 (9.)  | 7:34,85 (18.) | 166,906    |
|                  |                   |             |             |               |               |               |            |
| 22.              | Miroslav Vtípil   | Česko       | 40,54 (30.) | 4:18,35 (15.) | 2:02,66 (24.) | 7:33,93 (17.) | 169,877    |
| 39.              | Adam Ptáčník      | Česko       | 43,57 (43.) | 4:36,49 (39.) | 2:13,26 (41.) | —             | 134,071    |
| 40.              | Tomáš Ptáčník     | Česko       | 43,96 (44.) | 4:42,15 (40.) | 2:14,35 (42.) | —             | 135,768    |

### Stíhací závod družstev
- Závodu se zúčastnilo 9 týmů.

| Pořadí           | Jméno                                                        | Celkový čas |
| ---------------- | ------------------------------------------------------------ | ----------- |
| Zlatá medaile    | Japonsko Mičihiro Ara, Šingo Doi, Genki Macuoka              | 4:13,80     |
| Stříbrná medaile | Nizozemsko Rhian Ket, Arjen van der Kieft, Remco olde Heuvel | 4:14,93     |
| Bronzová medaile | Jižní Korea I Čong-wu, I Sung-hwan, Jo Sang-jop              | 4:15,97     |
| 4.               | Kanada Denny Morrison, Jay Morrison, Justin Warsylewicz      | 4:16,01     |
| 5.               | Německo Robert Lehmann, Samuel Schwarz, Sascha Rauschenbach  | 4:17,27     |
| 6.               | Rusko Andrej Barakin, Ilja Davletov, Valerij Tarasov         | 4:26,03     |
| 7.               | USA Eric Cepuran, Paul Dyrud, Tyler Goff                     | 4:26,58     |
| 8.               | Kazachstán Dmitrij Babenko, Boris Plotnickij, Alexej Žigin   | 4:29,80     |
| 9.               | Česko Adam Ptáčník, Tomáš Ptáčník, Miroslav Vtípil           | 4:43,91     |

## Dívky
| Pořadí | Jméno                  | Země       | Celkový čas |
| ------ | ---------------------- | ---------- | ----------- |
| 1.     | Li Tan                 | Čína       | 40,97       |
| 2.     | Shannon Rempelová      | Kanada     | 41,02       |
| 3.     | Maki Cudžiová          | Japonsko   | 41,34       |
| 4.     | Čang Šuang             | Čína       | 41,54       |
| 5.     | Julija Busjujevová     | Rusko      | 41,66       |
| 6.     | Jekatěrina Šichovová   | Rusko      | 41,70       |
| 7.     | Elli Ochowiczová       | USA        | 42,08       |
| 8.     | Anna Rokitová          | Rakousko   | 42,16       |
| 9.     | Franziska Petereitová  | Německo    | 42,30       |
| 10.    | Willeke van Benthemová | Nizozemsko | 42,36       |
|        |                        |            |             |
| 37.    | Martina Sáblíková      | Česko      | 45,77       |

| Pořadí | Jméno                 | Země       | Celkový čas |
| ------ | --------------------- | ---------- | ----------- |
| 1.     | Shannon Rempelová     | Kanada     | 1:22,16     |
| 2.     | Eriko Išinová         | Japonsko   | 1:22,74     |
| 3.     | Jekatěrina Šichovová  | Rusko      | 1:22,84     |
| 4.     | Maki Cudžiová         | Japonsko   | 1:23,11     |
| 5.     | Li Tan                | Čína       | 1:23,76     |
| 6.     | Brittany Schusslerová | Kanada     | 1:23,92     |
| 7.     | Maria Lambová         | USA        | 1:24,23     |
| 8.     | Mariska Huismanová    | Nizozemsko | 1:24,28     |
| 9.     | Anna Rokitová         | Rakousko   | 1:24,50     |
| 10.    | Jorien Voorhuisová    | Nizozemsko | 1:24,58     |
|        |                       |            |             |
| 35.    | Martina Sáblíková     | Česko      | 1:29,97     |

| Pořadí | Jméno                 | Země        | Celkový čas |
| ------ | --------------------- | ----------- | ----------- |
| 1.     | Eriko Išinová         | Japonsko    | 2:11,22     |
| 2.     | Jorien Voorhuisová    | Nizozemsko  | 2:11,51     |
| 3.     | Brittany Schusslerová | Kanada      | 2:12,19     |
| 4.     | Shannon Rempelová     | Kanada      | 2:12,28     |
| 5.     | Heidi Stanglová       | USA         | 2:13,15     |
| 6.     | Marilou Asselinová    | Kanada      | 2:13,35     |
| 7.     | Maria Lambová         | USA         | 2:13,37     |
| 8.     | Julija Busjujevová    | Rusko       | 2:13,39     |
| 9.     | Megumi Jamazakiová    | Japonsko    | 2:13,62     |
| 10.    | I Ču-jon              | Jižní Korea | 2:13,97     |
|        |                       |             |             |
| 25.    | Martina Sáblíková     | Česko       | 2:16,97     |

| Pořadí | Jméno                 | Země        | Celkový čas |
| ------ | --------------------- | ----------- | ----------- |
| 1.     | Eriko Išinová         | Japonsko    | 4:36,80     |
| 2.     | Heidi Stanglová       | USA         | 4:38,98     |
| 3.     | Nadine Seidenglanzová | Německo     | 4:40,02     |
| 4.     | I Ču-jon              | Jižní Korea | 4:40,17     |
| 5.     | Maria Lambová         | USA         | 4:40,25     |
| 6.     | Megumi Jamazakiová    | Japonsko    | 4:42,45     |
| 7.     | Shannon Rempelová     | Kanada      | 4:42,92     |
| 8.     | Bianca Anghelová      | Rumunsko    | 4:43,28     |
| 9.     | Mariska Huismanová    | Nizozemsko  | 4:43,31     |
| 10.    | Jorien Voorhuisová    | Nizozemsko  | 4:43,35     |

### Celkové výsledky víceboje
- Závodu se zúčastnilo 38 závodnic.

| Pořadí           | Jméno                 | Země       | 500 m       | 1 000 m       | 1 500 m       | 3 000 m       | Počet bodů |
| Zlatá medaile    | Shannon Rempelová     | Kanada     | 41,02 (2.)  | 1:22,16 (1.)  | 2:12,28 (4.)  | 4:42,92 (7.)  | 173,346    |
| Stříbrná medaile | Eriko Išinová         | Japonsko   | 42,42 (11.) | 1:22,74 (2.)  | 2:11,22 (1.)  | 4:36,80 (1.)  | 173,663    |
| Bronzová medaile | Maria Lambová         | USA        | 42,78 (17.) | 1:24,23 (7.)  | 2:13,37 (7.)  | 4:40,25 (5.)  | 176,059    |
| 4.               | Brittany Schusslerová | Kanada     | 42,47 (12.) | 1:23,92 (6.)  | 2:12,19 (3.)  | 4:47,38 (16.) | 176,389    |
| 5.               | Anna Rokitová         | Rakousko   | 42,16 (8.)  | 1:24,50 (9.)  | 2:14,89 (14.) | 4:45,02 (12.) | 176,876    |
| 6.               | Mariska Huismanová    | Nizozemsko | 42,82 (18.) | 1:24,28 (8.)  | 2:14,67 (12.) | 4:43,31 (9.)  | 177,068    |
| 7.               | Jorien Voorhuisová    | Nizozemsko | 43,79 (24.) | 1:24,58 (10.) | 2:11,51 (2.)  | 4:43,35 (10.) | 177,141    |
| 8.               | Heidi Stanglová       | USA        | 43,53 (23.) | 1:25,65 (17.) | 2:13,15 (5.)  | 4:38,98 (2.)  | 177,234    |
| 9.               | Maki Cudžiová         | Japonsko   | 41,34 (3.)  | 1:23,11 (4.)  | 2:15,99 (19.) | 4:55,45 (20.) | 177,466    |
| 10.              | Bianca Anghelová      | Rumunsko   | 42,52 (13.) | 1:24,89 (13.) | 2:16,35 (21.) | 4:43,28 (8.)  | 177,628    |
|                  |                       |            |             |               |               |               |            |
| 34.              | Martina Sáblíková     | Česko      | 45,77 (37.) | 1:29,97 (35.) | 2:16,97 (25.) | —             | 136,411    |

### Stíhací závod družstev
- Závodu se zúčastnilo 8 týmů.

| Pořadí           | Jméno                                                                       | Celkový čas |
| ---------------- | --------------------------------------------------------------------------- | ----------- |
| Zlatá medaile    | Nizozemsko Maaike Headová, Mariska Huismanová, Jorien Voorhuisová           | 3:25,36     |
| Stříbrná medaile | Japonsko Eriko Išinová, Mika Onoderaová, Megumi Jamazakiová                 | 3:27,45     |
| Bronzová medaile | Kanada Marilou Asselinová, Brittany Schusslerová, Shannon Siboldová         | 3:28,30     |
| 4.               | Jižní Korea Čoj Jun-suk, I Ču-jon, Jun Hyj-čun                              | 3:28,91     |
| 5.               | USA Maria Lambová, Elli Ochowiczová, Heidi Stanglová                        | 3:30,26     |
| 6.               | Německo Monique Angermüllerová, Nadine Seidenglanzová, Karoline Zillmannová | 3:31,23     |
| 7.               | Rusko Julija Busjujevová, Jekatěrina Lobyševová, Jekatěrina Šichovová       | 3:34,53     |
| 8.               | Čína Ťi Ťia, Li Tan, Čang Šuang                                             | 3:36,35     |